# スキップカード
スキップカードは、かつて仙台市交通局と宮城交通が発行していた磁気式乗車カード（ストアードフェアシステムのプリペイドカード）である。デザインは仙台市交通局発行と宮城交通発行で異なる。仙台市地下鉄・仙台市営バス、宮城交通とミヤコーバスの路線バスで使用できた。

## 概要
1,000円、3,000円、5,000円の3種類が発売されており、利用金額にプレミアは付かないが、バス－地下鉄間の乗り継ぎ割引が適用される。このうち、乗り継ぎ割引は適用されないが、プレミアが付くカードを「ジョイカード」という。
両社とも、未使用分や中途使用分の払い戻しは不可。

## 適用路線
- 仙台市地下鉄（バスとの乗継割引は南北線のみ適用）
- 仙台市営バス
  - 全線（るーぷる仙台を除く）
- 宮城交通
  - 全線（高速バスを除く）
- ミヤコーバス
  - 塩釜営業所管内
  - 名取営業所管内
  - 吉岡営業所管内
  - 村田駐在所管内（永野線を除く）

## 乗継割引
- 地下鉄南北線の乗継指定駅からバスの乗継指定停留所に乗り換えると、バスの利用運賃から40円割引される。バスから地下鉄への場合も同様で、地下鉄の利用運賃から40円割引される。
- 乗継割引が適用される地下鉄の駅は、長町南、長町、北仙台、台原、旭ヶ丘、八乙女、泉中央の7駅で、いずれもその近辺の指定停留所との乗継によって適用される。
- 但し、5,000円のバスカードまたはメルシーカード（5,850円使用可）とジョイカード（5,500円使用可）を組み合わせて利用した方がスキップカードを利用するよりも割引率が高い。

## 販売箇所
- 仙台市交通局
  - 泉中央駅・勾当台公園駅・仙台駅・長町南駅の乗車券発売所
  - 交通局乗車券発売所
  - 旭ヶ丘バスターミナル
  - 市バス各営業所・出張所
  - 仙台駅西口バスプール案内所
  - バス車内の運賃箱（1,000円のスキップカードのみ）
  - 地下鉄駅券売機
  - 地下鉄駅務室窓口
  - 地下鉄駅売店
  - 委託発売所
- 宮城交通
  - 仙台駅前西口案内所
  - 長町南駅定期券発売所
  - 泉中央駅定期券発売所
  - 富谷営業所
  - ミヤコーバス吉岡営業所
  - ミヤコーバス名取営業所
  - ミヤコーバス塩釜営業所
  - 委託発売所

## IC乗車カード導入への動き
2014年（平成26年）12月に仙台市地下鉄南北線、2015年に仙台市地下鉄東西線と市営バス、および宮城交通の路線バスに、IC乗車カードicscaを導入。これに伴い、2015年12月6日の東西線・仙台市営バスへのicsca導入開始とともに販売停止となった。2016年10月31日には磁気カード乗車券の利用が停止され、先立つ2016年10月1日より5年間、無手数料による払戻による対応に切り替えられた。プレミアの上乗せがないため、未使用使用の如何に関わらず、カードの残額が全額払戻される。
仙台市営バスと宮城交通では、各車両に順次icsca対応運賃箱を順次設置。置き換えが完了した車両では、1000円のスキップカードの購入が運賃箱からはできなくなっていた。